# Arvydas Eitutavičius
Arvydas Eitutavičius (Klaipėda, 18 settembre 1982) è un ex cestista lituano.

## Palmarès
- Campionato francese: 1

Cholet: 2009-10